# Uz (Pireneje Wysokie)
Uz – miejscowość i gmina we Francji, w regionie Oksytania, w departamencie Pireneje Wysokie.
Według danych na rok 1990 gminę zamieszkiwało 13 osób, a gęstość zaludnienia wynosiła 5 osób/km² (wśród 3020 gmin regionu Midi-Pireneje Uz plasuje się na 1050. miejscu pod względem liczby ludności, natomiast pod względem powierzchni na miejscu 1678.).